# Scorpaena guttata
Scorpaena guttata is een schorpioenvis uit de familie Scorpaenidae. Deze soort komt voor in het oosten van de Grote Oceaan van Californië tot het eiland Isla Guadalupe. De vis komt voor op diepten tot 183 m en kan een lengte bereiken van 43 cm.